# 法皇塚古墳
法皇塚古墳（ほうおうづかこふん、法王塚/鳳凰塚）は、千葉県市川市国府台にある古墳。形状は前方後円墳。国府台古墳群を構成する古墳の1つ。史跡指定はされていない。

## 概要
千葉県北西部、江戸川下流左岸の台地上に築造された古墳である。台地上では前方後円墳3基を含む国府台古墳群の築造が知られ、本古墳はそのうちの1基になる。現在は東京医科歯科大学国府台キャンパス構内に所在する。かつて墳頂には国府台天満宮が祀られていたが、1875年（明治8年）の大学建設による用地買収に伴い、北西約300メートルの地に遷座している。また古墳周辺は戦前に軍用地となったため、その整備により墳丘が一部破壊・石垣化などの改変を受けているほか、これまでに数次の発掘調査が実施されている。
墳形は前方後円形で、前方部を北西方向に向ける。墳丘長は推定復原で54.5メートルを測り、国府台古墳群のうちでは最大規模になる。墳丘外表では円筒埴輪・形象埴輪が検出されており、これらは在地産（下総型埴輪）と生出塚埴輪窯産（埼玉県鴻巣市）とからなる。埋葬施設は片袖式の横穴式石室で、後円部において南西方向に開口した。石室内部は盗掘に遭っているものの、発掘調査では馬具・武具・装身具などの多くの副葬品が検出されている。
この法皇塚古墳は、古墳時代後期の6世紀後半（または6世紀中葉）頃の築造と推定される。旧東葛飾郡南部では国府台地域以外に古墳が少なく、本古墳は一帯を治めた首長の墓と推測される。周辺は下総国府の推定地であり、また下総国分寺・下総国分尼寺が所在するなど、律令制下においても下総国の中心地であったことが知られる。

## 遺跡歴
- 1951年（昭和26年）、東京教育大学による測量調査・発掘調査[1]
- 1965年（昭和40年）、明治大学考古学研究室による測量調査[1]。
- 1969年（昭和44年）、小林三郎ら明治大学考古学研究室による発掘調査[3]。

## 墳丘
墳丘の規模は次の通り。

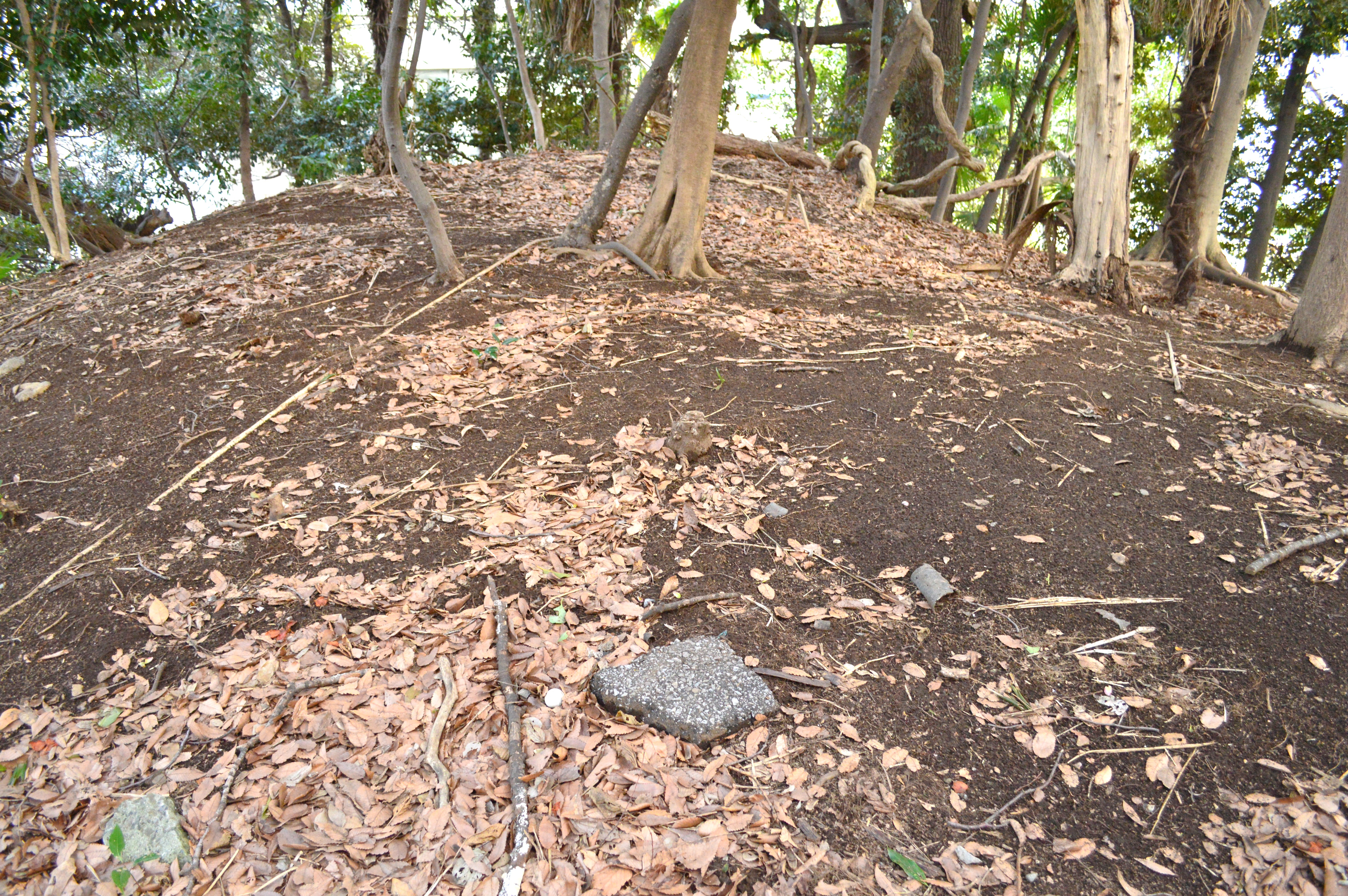
後円部墳頂

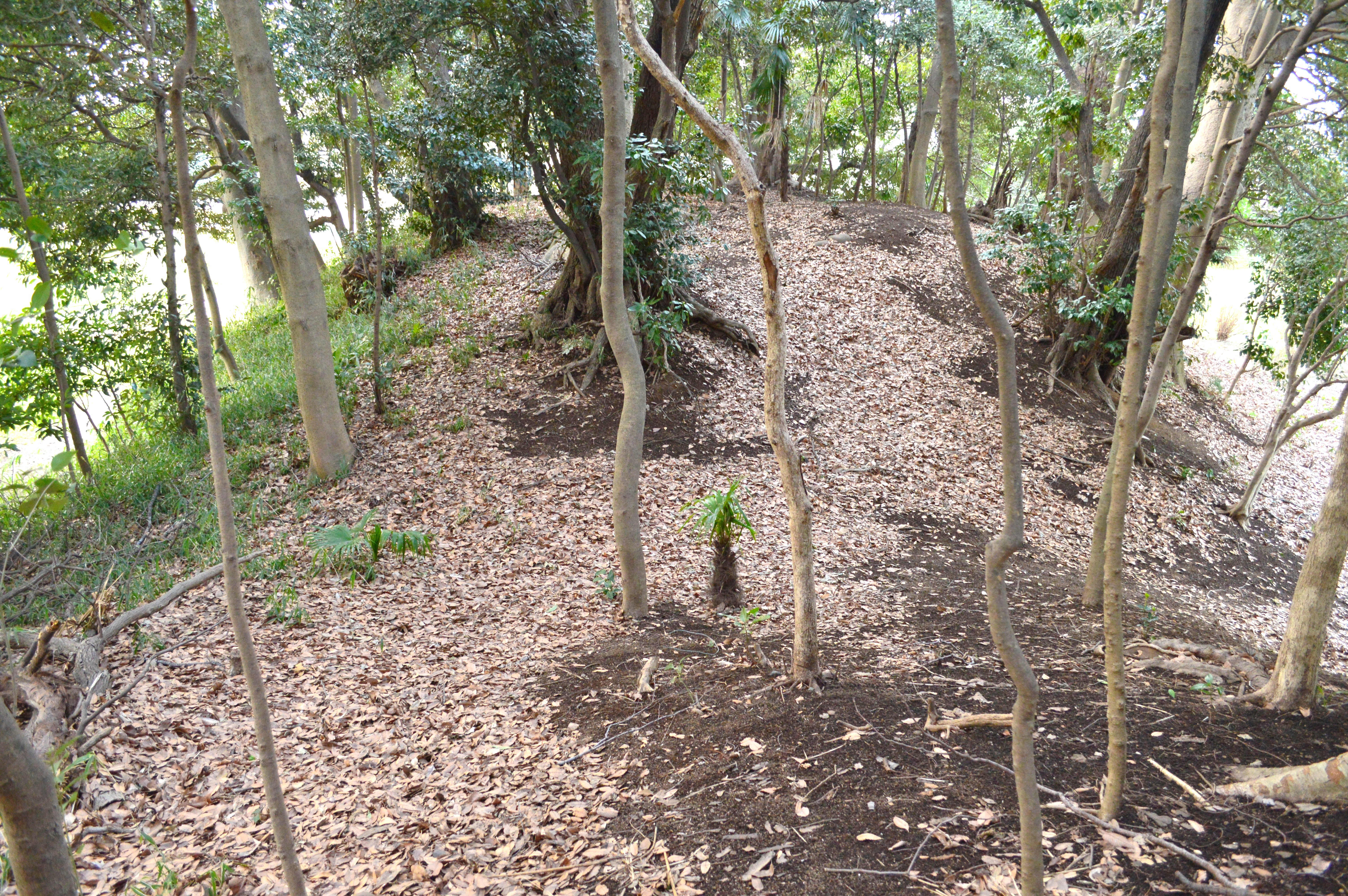
後円部から前方部を望む

- 墳丘長：54.5メートル（推定復原） - 測量上は58メートル[1]。
- 後円部
  - 直径：27.0メートル
  - 高さ：5.7メートル
- 前方部
  - 幅：35メートル
  - 高さ：5.6メートル

ただし、前方部は見かけ上で後円部よりも高く築造されている。

## 埋葬施設
埋葬施設としては、凝灰質砂岩（房州石）による片袖式の横穴式石室が構築されている。石室の規模は次の通り。
- 石室全長：約7.55メートル
- 玄室：長さ4.35メートル、幅1.8メートル（奥壁部）
- 羨道：長さ3.15メートル、幅1.15メートル

石室の天井石は検出されていない。石室内はすでに盗掘に遭っているが、発掘調査において後述の副葬品が検出されている。

## 出土品

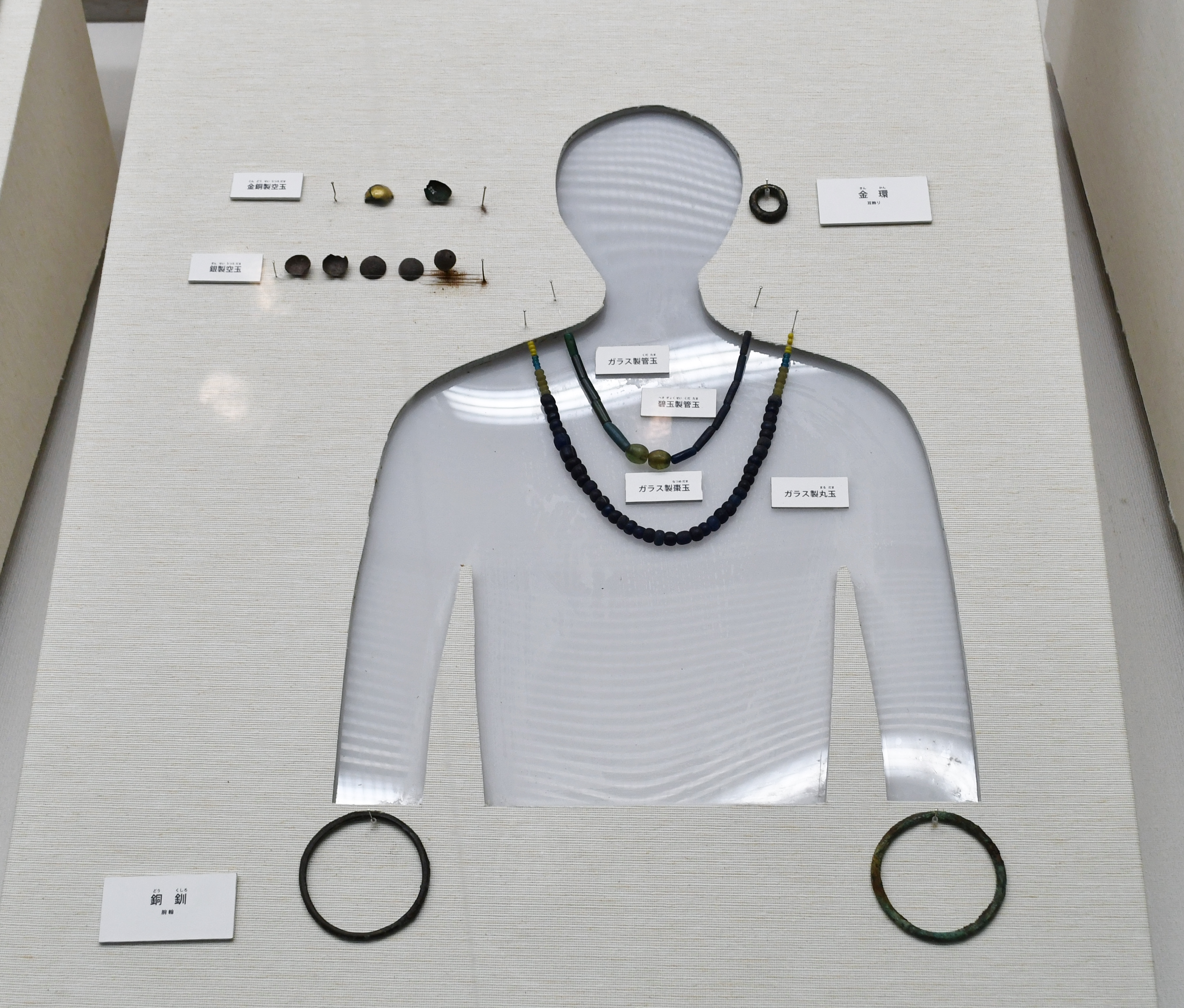
装身具市川考古博物館展示（他画像も同様）。

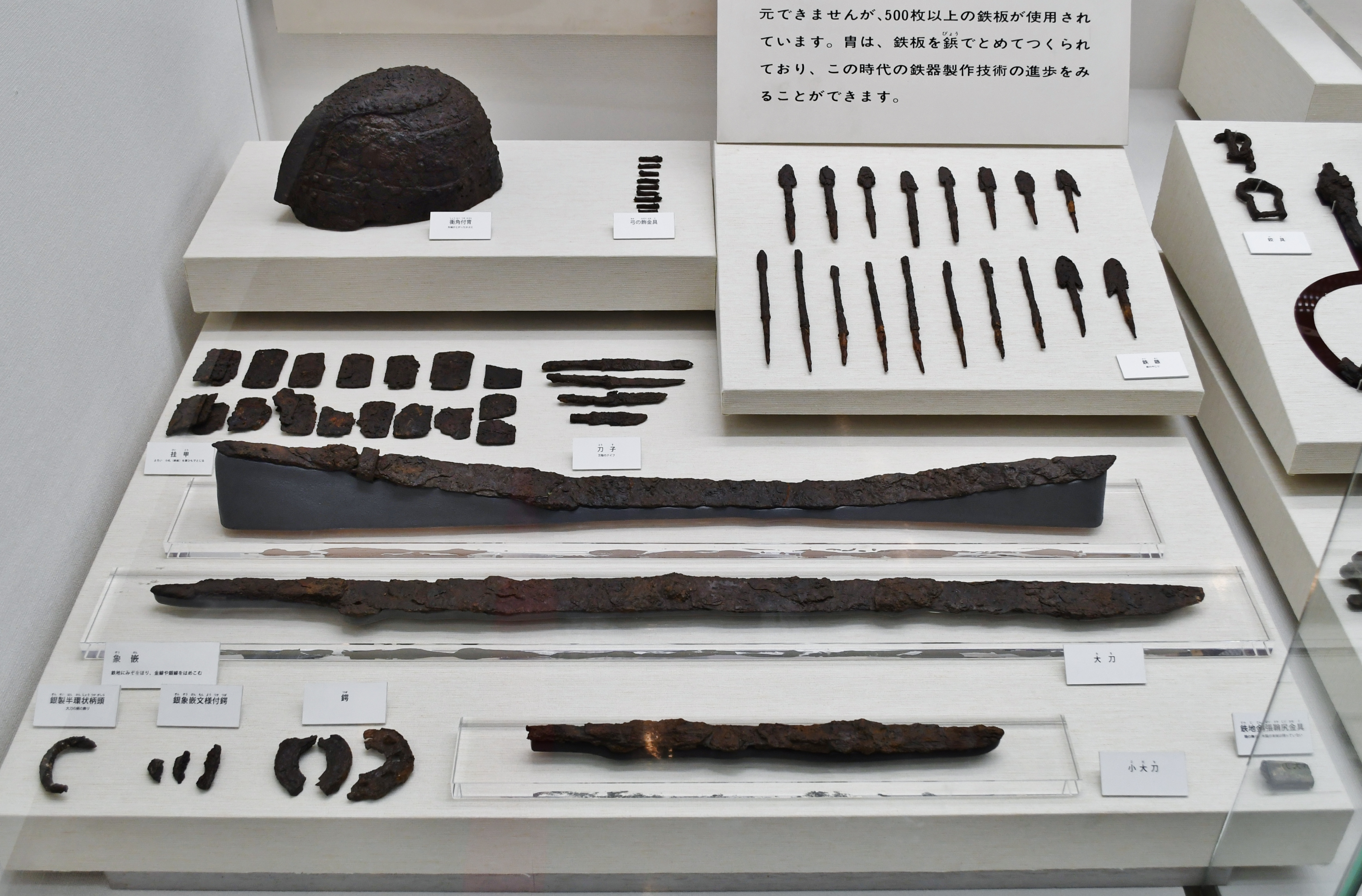
武器・武具

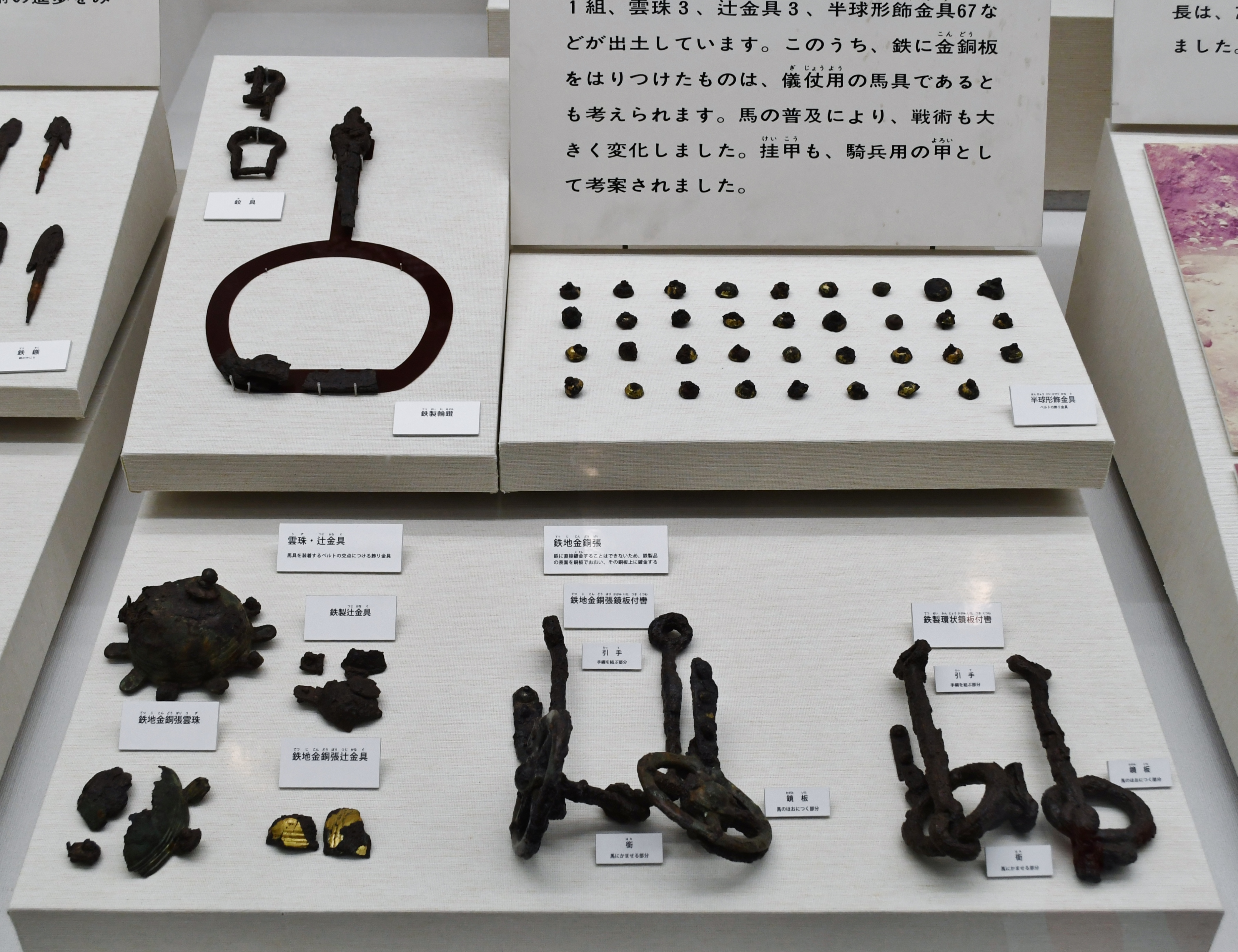
馬具

石室からは次の副葬品が検出されている。
- 装身具
  - ガラス製棗玉 2
  - ガラス製管玉 9
  - ガラス製丸玉 296
  - ガラス破片 14
  - 碧玉製管玉 3
  - 金銅製中空玉 2
  - 銀製中空玉 4
  - 銅釧 2
  - 金環 1
- 武器
  - 大刀 2
  - 小大刀 1
  - 鍔 1 - 銀象嵌文様を有する。
  - 鉄製鍔 1
  - 銀製ねじり環頭 1
  - 金銅製鞘飾金具片 1
  - 金銅製鞘尻金具 1
  - 刀子 9
  - 鹿角製刀装具片 1
  - 鉄鏃 90以上
  - 弓飾金具 9
- 武具
  - 衝角付冑 1
  - 挂甲小札 500以上
- 馬具
  - 鉄地金銅張鏡板付轡 1
  - 鉄製環状鏡板付轡 1
  - 鞍 1
  - 鉄地金銅張辻金具 1
  - 鉄製辻金具 2
  - 鉄地金銅張雲珠 3
  - 鉄製鉸具 2
  - 鉄製輪鐙 1
  - 半球形飾金具 67
- 埴輪
  - 円筒埴輪 - 全て下総型埴輪。
  - 形象埴輪 - 一部が下総型埴輪で、他は生出塚埴輪窯（埼玉県鴻巣市）製埴輪。
    - 家形埴輪（5個体分を検出）
    - 男女人物埴輪
    - 馬形埴輪
    - 水鳥形埴輪
    - 矛（または槍）形埴輪

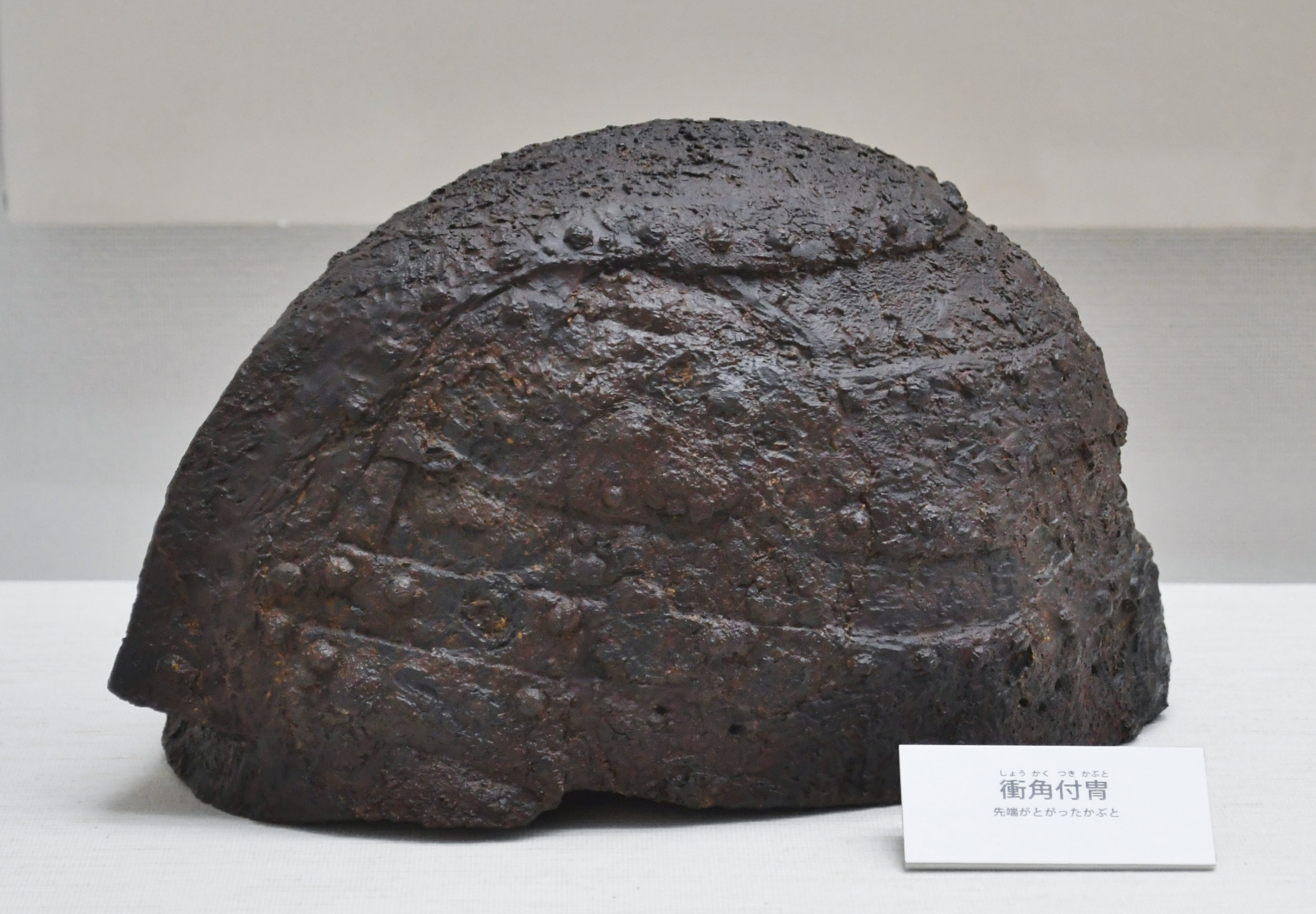
衝角付冑
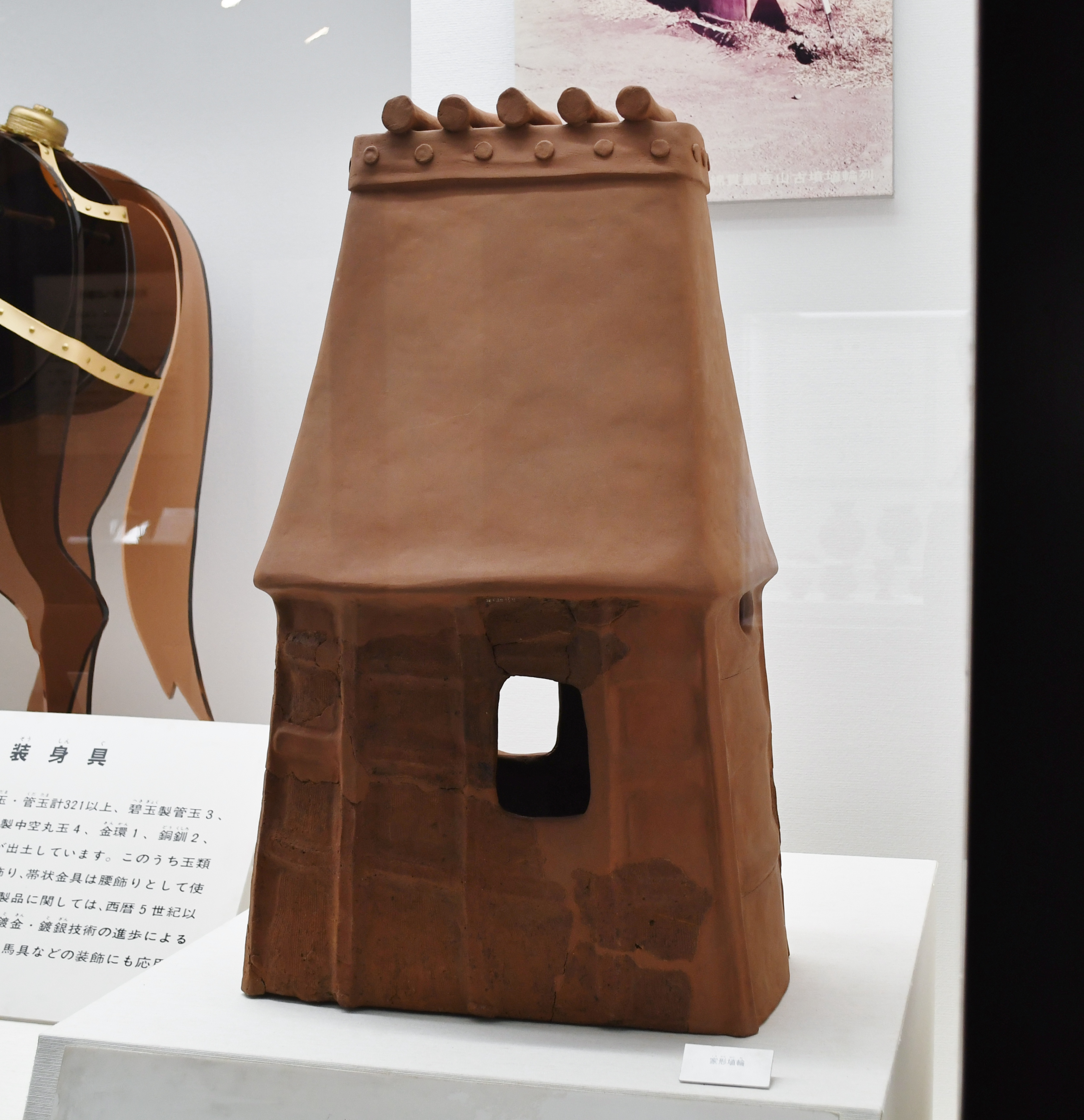
家形埴輪

## 関連施設
- 市川市立市川考古博物館（市川市堀之内） - 法皇塚古墳からの出土品等を展示。